# Programmations de Rock en Seine
Pour un article plus général, voir Rock en Seine.

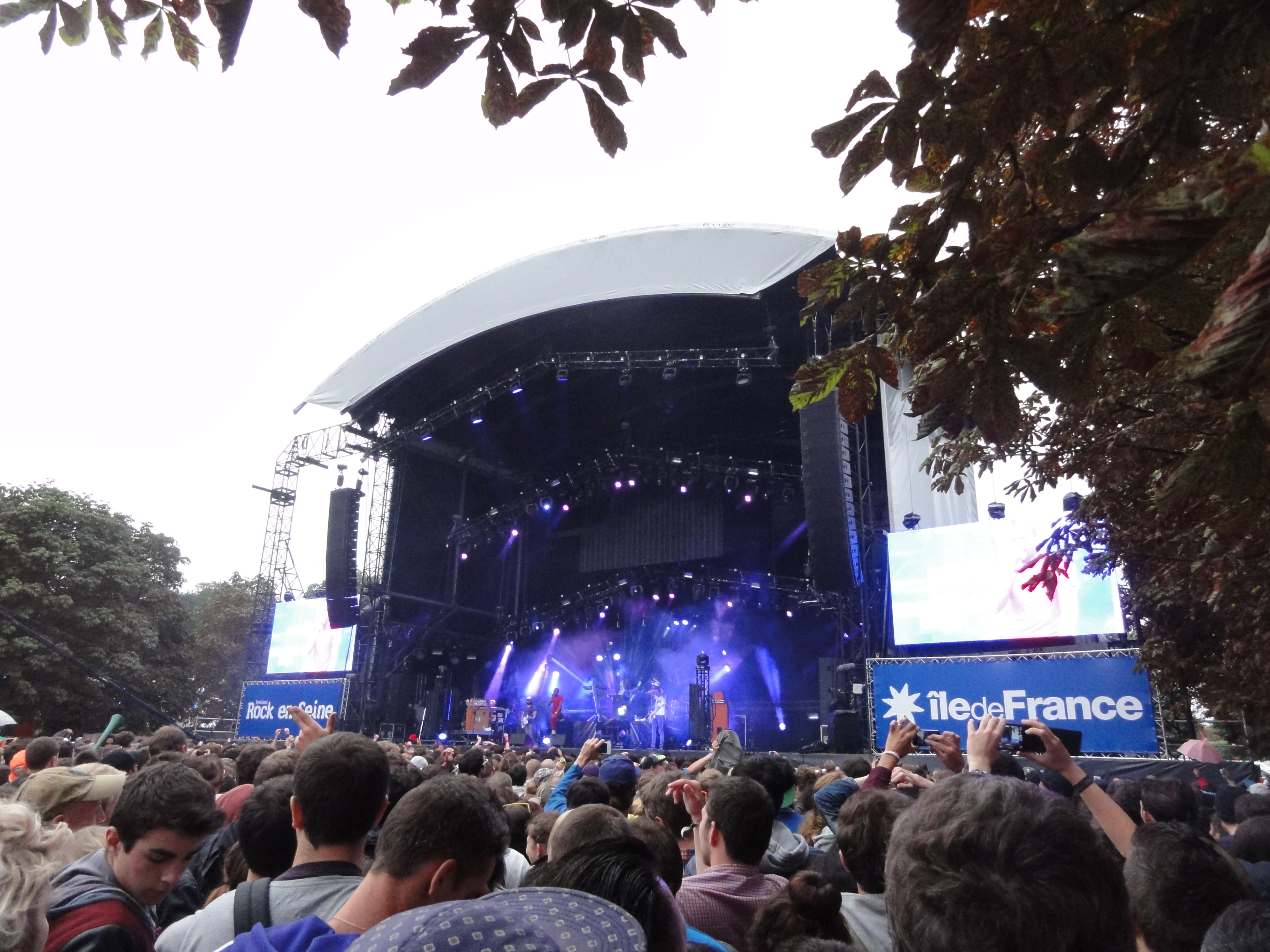
Skip the Use en 2013 sur la scène de la Cascade.

Le festival Rock en Seine se tient dans le parc de Saint-Cloud depuis 2003.

## Programmation

### Années 2000

#### Édition 2003
La première édition de Rock en Seine s'est déroulée le 27 août 2003.
- mercredi 27 août : Massive Attack, PJ Harvey, Beck, Morcheeba, Keziah Jones, K's Choice, Tom McRae, Eagle Eye Cherry, Electric Six

#### Édition 2004
La deuxième édition du festival a eu lieu les 27 et 28 août. Elle a réuni des groupes de rock prestigieux comme : le duo des White Stripes, le combo Sonic Youth, le trio Muse. Les musiques électroniques également furent à l'honneur avec les Chemical Brothers.
- Vendredi 27 août : Sonic Youth, White Stripes, Chemical Brothers, Flogging Molly, The Roots, Joss Stone, Blanche, Wax Poetic, Electrelane, Daniel Darc et Yann Destal
- Samedi 28 août : Muse, Archive, Melissa Auf der Maur, Radio 4, Buck 65, Nosfell, Mr Vegas, Kaolin, Zero 7[1].

#### Édition 2005
La troisième édition du festival a eu lieu les 25 et 26 août 2005. On y a aperçu entre autres, les canadiens d'Arcade Fire, et les écossais de Franz Ferdinand, ainsi que les Pixies (reformés en 2004), sans oublier Robert Plant (ex-chanteur du groupe de rock Led Zeppelin) avec son nouveau groupe « The Strange Sensation ». Les amateurs de rock plus brutal ont profité d'un concert des Foo Fighters et de celui des Queens of the Stone Age. Finalement, ce sont plus de 46 000 spectateurs qui ont assisté à la troisième édition de Rock en Seine.
- Jeudi 25 août : Pixies, Queens of the Stone Age, Arcade Fire, Feist, The Sunday Drivers, Fort Minor, Jurassic 5, Hot Hot Heat, Athlete, Vitalic, The Subways, Alkaline Trio.
- Vendredi 26 août : Franz Ferdinand, Foo Fighters, Robert Plant, Goldfrapp, Saïan Supa Crew, The Departure, Babyshambles, La Phaze, Amp Fiddler et Asyl.

#### Édition 2006
- Vendredi 25 août : Morrissey, Kasabian (en remplacement de Richard Ashcroft), The Raconteurs, DJ Shadow, Patrice, Dirty Pretty Things, Nada Surf, Calexico, Clap Your Hands Say Yeah, TV on the Radio, Wolfmother, India Arie, Dead Pop Club[2].
- Samedi 26 août : Radiohead, Beck, Broken Social Scene + guests, The Rakes, Skin, Rhesus, The Dead 60s, Phoenix, Grand Corps Malade, Editors, Xavier Rudd, Taking Back Sunday, Tokyo Ska Paradise Orchestra, Daddy Longlegs[2].

#### Édition 2007
Pour fêter sa 5e édition, Rock en Seine prolonge les festivités et s’étire pour la première fois sur trois journées.
- Vendredi 24 août : Dizzee Rascal, Mogwai, The Shins, The Hives, Arcade Fire, Rock & Roll, Dinosaur Jr, M.I.A., Émilie Simon, 2 Many DJ's, Hey Hey My My, Biffy Clyro, The Noisettes, UNKLE[3].
- Samedi 25 août : The Fratellis, Cold War Kids (en remplacement d'Amy Winehouse), Jarvis Cocker, The Jesus and Mary Chain, Tool, Puppetmastaz, Hellogoodbye, Erik Truffaz, CSS, Les Rita Mitsouko, Pravda, Calvin Harris, Alpha[3].
- Dimanche 26 août : Mark Ronson, Kings of Leon, Faithless, Björk, Bat for Lashes, DeVotchKa, Kelis, Just Jack, Craig Armstrong, Housse de Racket, Albert Hammond Jr, Enter Shikari[3].

#### Édition 2008
- Mercredi 20 août : Rage Against the Machine, Mix Master Mike, Lostprophets, Blood Red Shoes.
- Jeudi 28 août : R.E.M., Dirty Pretty Things, Kaiser Chiefs, Tricky, Serj Tankian, The Dø, Apocalyptica, Wax Tailor, Plain White T's, Hot Chip, The Infadels, These New Puritans, Narrow Terence, Da Brasilians, The Latitudz.
- Vendredi 29 août : The Raconteurs, Justice, The Roots, The Streets, Kate Nash, Jamie Lidell, Louis XIV, Black Kids, Blues Explosion, Scars on Broadway, Brooklyn.

Le festival a été marqué par l'annulation du concert d'Amy Winehouse, programmée en tête d'affiche de la deuxième journée. Les raisons de cette annulation concernent la santé de la chanteuse. Son concert a été remplacé par un prolongement du concert de Justice et par la prestation du rappeur anglais The Streets, sur la grande scène (initialement prévu sur la scène de l'industrie). Les organisateurs ont exprimé leurs regrets quant à l'annulation du concert de clôture de la chanteuse. En ce qui concerne le vide d'une semaine entre la première journée et les suivantes, celui-ci était dû à des problèmes de disponibilité de la tête d'affiche Rage Against the Machine, alors en tournée.

#### Édition 2009
- Vendredi 28 août : Madness, Keane, Bloc Party, Amy Macdonald, Vitalic, Yeah Yeah Yeahs, Vampire Weekend, Just Jack, Oceana, Bill Callahan, Passion Pit, Gush[5].
- Samedi 29 août : Faith No More, The Offspring, Billy Talent, Birdy Nam Nam, Ebony Bones, Yann Tiersen, Noisettes, Calvin Harris, The Horrors, Dananananaykroyd, The Asteroids Galaxy Tour, School Of Seven Bells, Jil is lucky, Cheveu[5].
- Dimanche 30 août : The Prodigy, MGMT, Eagles of Death Metal, Klaxons, Them Crooked Vultures (groupe mystère annoncé sous le nom Les Petits Pois), Macy Gray, Sliimy, Robin McKelle, Baaba Maal, Metric, Patrick Wolf, Veto, Hindi Zahra, Lilly Wood and the Prick[5].

Oasis, qui devait assurer la tête d'affiche le 28, annula son concert suite une altercation en coulisses entre les frères Gallagher. Madness, qui avait déjà joué plus tôt dans la journée, les remplaça au pied levé. Quelques heures plus tard, Noel Gallagher annonça son départ du groupe, qui s'est dissous quelques semaines plus tard.

### Années 2010

#### Édition 2010
- Vendredi 27 août : Blink 182, Cypress Hill, Underworld, Skunk Anansie, Black Rebel Motorcycle Club, Foals, The Kooks, Band of Horses, Kele, All Time Low, Minus the Bear, Deadmau5, French Cowboy, Beast.
- Samedi 28 août : Queens of the Stone Age, Massive Attack, 2 Many DJ's, LCD Soundsystem, Paolo Nutini, Two Door Cinema Club, Chew Lips, Stereophonics, Plan B, K'Naan, Jónsi, Jello Biafra, Naive New Beaters, Martina Topley-Bird (en remplacement de Où est le swimming pool).
- Dimanche 29 août : Arcade Fire, Beirut, Fat Freddy's Drop, The Ting Tings, I am un chien, Roxy Music, Eels, Rox, The Temper Trap, The Black Angels, Wallis Bird, Crystal Castles, Success.

Le 20 août, Charles Haddon, le chanteur du groupe Où est le swimming pool, se suicide à quelques jours du festival, alors qu'il n'avait que 22 ans. En conséquence, le groupe annule sa venue prévue le 28 août et il est remplacé par Martina Topley-Bird, déjà présente sur place le jour même aux côtés du groupe Massive Attack. Pour la première fois, la fréquentation totale du festival a dépassé les 100 000 spectateurs.
Depuis 2010, les informations du blog officiel sont également retransmises en direct sur l'application iPhone et Android.

#### Édition 2011
Programmation complète :
- Vendredi 26 août :

Grande Scène : Smith Westerns (en), Odd Future, Cansei de Ser Sexy, The Kills, Foo Fighters 

Scène de la Cascade : Biffy Clyro, Herman Düne, Kid Cudi, General Elektriks, Paul Kalkbrenner 

Scène de l'Industrie : Beat Mark, The Feeling of Love, Funeral Party (en), Big Audio Dynamite, Yuksek 

Scène Pression Live : Edward Sharpe & The Magnetic Zeros, Seasick Steve, Wolf Gang, Grouplove, Jamaica, Death in Vegas 

- Samedi 27 août :

Grande Scène : HushPuppies, Blonde Redhead, The Streets, Interpol, Arctic Monkeys 

Scène de la Cascade : The Black Box Revelation, Cage the Elephant, BB Brunes, CocoRosie, Death From Above 1979, Étienne de Crécy 

Scène de l'Industrie : Myra Lee, Birdy Hunt, Austra, Keren Ann, Sexy Sushi 

Scène Pression Live : Polock (es), Gruff Rhys, Le Corps mince de Françoise, The Jim Jones Revue, WU LYF, The Wombats 

- Dimanche 28 août :

Grande Scène : The Vaccines, Simple Plan, My Chemical Romance, Deftones, Archive 

Scène de la Cascade : Crocodiles, Lilly Wood and the Prick, The La's, Anna Calvi, Nneka 

Scène de l'Industrie : Frànçois and The Atlas Mountains, Concrete Knives, Miles Kane, Tinie Tempah, Lykke Li 

Scène Pression Live : The Naked and Famous, Cat's eyes, Cherri Bomb, The Horrors, Trentemøller 

#### Édition 2012
Programmation complète :
- Vendredi 24 août :

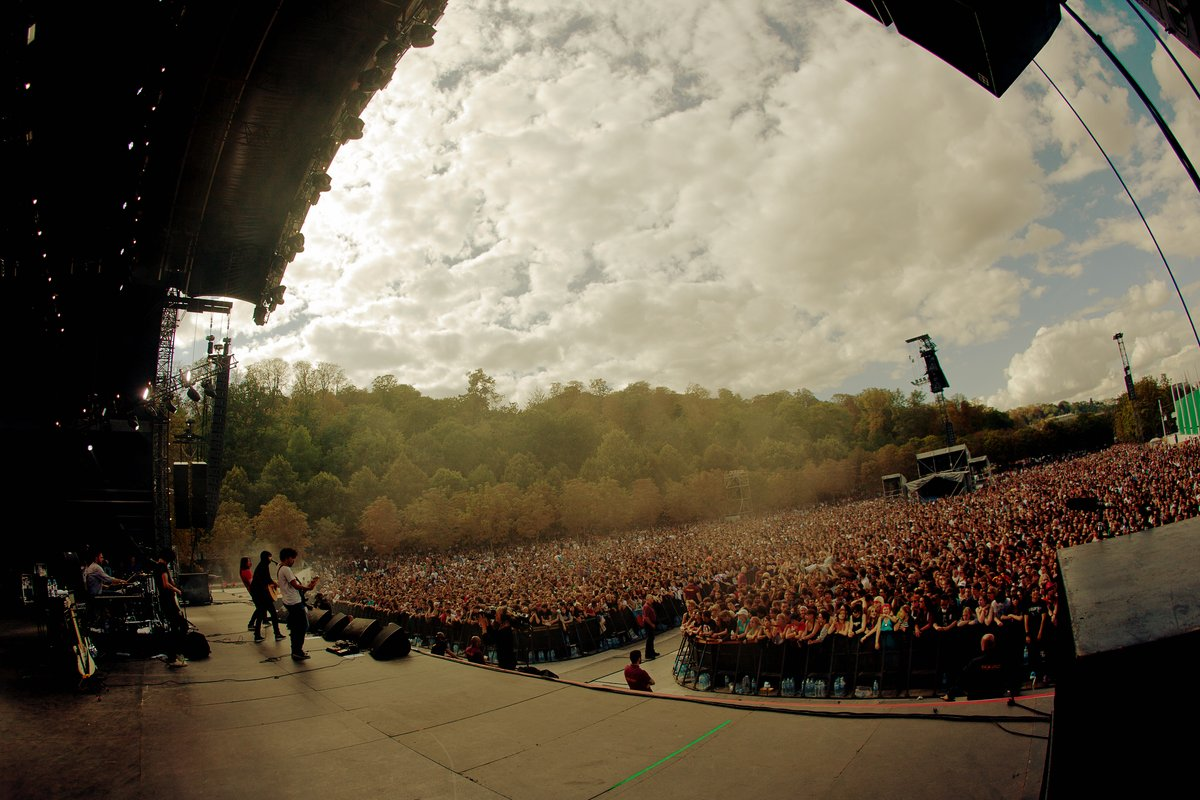
Stuck in the Sound, Rock en Seine, 2012

Grande Scène : Billy Talent, The Asteroid Galaxy Tour, Dionysos, Bloc Party, Placebo 

Scène Cascade : Citizens!, Get Well Soon & l'ONDIF, The Shins, Sigur Rós, C2C 

Scène Industrie : Owlle, Yeti Lane, The Knux (en), Para One, Miike Snow 

Pression Live : Crane Angels, Grimes, Beth Jeans Houghton (en) and the Hooves of Destiny, Dark dark dark, Bromance : Brodinski, Gesaffelstein & Club Cheval 

- Samedi 25 août :

Grande Scène : Of Monsters and Men, Maxïmo Park, dEUS, Noel Gallagher's High Flying Birds, The Black Keys 

Scène Cascade : Speech Debelle, Alberta Cross, Caravan Palace, The Temper Trap, Eagles of Death Metal, Agoria presents Forms 

Scène Industrie : Granville, Hyphen Hyphen, Deap Vally, Childish Gambino, The Bewitched Hands, The Black Seeds 

Pression Live : Ume, Toy, Bass drum of death, Ed Sheeran, Mark Lanegan 

- Dimanche 26 août :

Grande Scène : Bombay Bicycle Club, Stuck in the Sound, The Dandy Warhols, Social Distortion, Green Day 

Scène Cascade : BRNS, Family of the Year, The Waterboys, Grandaddy, Foster the People 

Scène Industrie : Versus, The Lanskies, Little Roy, Little Dragon, Dope D.O.D 

Pression Live : Friends, Kimbra, Passion Pit, Avant Seine All Stars (avec Success, Jil is Lucky, Gush, Cheveu, Molecule, Hey Hey My My, Fancy, Stuck in the Sound et HushPuppies), Beach House 

Le 11 août, Frank Ocean annonce l'annulation de sa tournée européenne et par conséquent de sa prestation au festival Rock En Seine. Il est remplacé par Para One.

#### Édition 2013
Programmation complète :
- Vendredi 23 août :

Grande Scène : Chance the Rapper, Belle and Sebastian, Tame Impala, Franz Ferdinand, Paul Kalkbrenner 

Scène Cascade : Savages, Tomahawk, Alt-J, Kendrick Lamar 

Scène Industrie : Big Black Delta (en), Team Ghost, Johnny Marr, The Pastels, Hanni El Khatib 

Pression Live : Skaters, Daughter, DIIV, Alex Hepburn, !!! 

- Samedi 24 août :

Grande Scène : Eugene McGuinness, Black Rebel Motorcycle Club, Nine Inch Nails, Phoenix 

Scène Cascade : Hola a Todo el Mundo, La Femme, Patrice, Vitalic 

Scène Industrie : Fi/she/s, J.C Satan, Kid Noize, Jackson and His Computer Band, Fritz Kalkbrenner 

Pression Live : In the Valley Below (en), Laura Mvula, Wavves, Valerie June, Fauve 

- Dimanche 25 août :

Grande Scène : Temples, The Computers (en), Eels, The Bloody Beetroots, System of a Down 

Scène Cascade : Surfer Blood, Mac Miller, Skip the Use, Major Lazer 

Scène Industrie : St.Lô, Wall of death, Is Tropical, Lianne La Havas, V V Brown 

Pression Live : Poliça, MS MR, Parquet Courts, Chvrches, Tricky 

#### Édition 2014
Programmation complète :
- Vendredi 22 août :

Grande Scène : Jake Bugg, Gary Clark Jr., The Hives, Arctic Monkeys 

Scène de la Cascade : Cage The Elephant, Blondie, Die Antwoord 

Scène de l'Industrie : Jessica93, Pegase, Crystal Fighters, Mac Demarco, Trentemøller 

Scène Pression Live : Tiger Bell (en), TRAAMS (en), Hozier, Royal Blood, Étienne de Crécy : Super Discount 3 

Scène Île-de-France : Camp Claude, Velvet Veins, Alice Lewis, Wild Beasts, Kitty, Daisy and Lewis 

- Samedi 23 août :

Grande Scène : St. Paul and The Broken Bones, The Ghost of a Saber Tooth Tiger (en), Portishead, The Prodigy 

Scène de la Cascade : Junip, Thee Oh Sees, Émilie Simon & ONDIF, Flume 

Scène de l'Industrie : Dorian Pimpernel, ALB, Cheveu, Joey Bada$$, The Horrors 

Scène Pression Live : Giana Factory (da), Clean Bandit, Lucius (en), Frànçois and The Atlas Mountains, St. Vincent 

Scène Île-de-France : Jean Jean, Agua Roja, Encore! 

- Dimanche 24 août :

Grande Scène : Blood Red Shoes, Airbourne, Selah Sue, Lana Del Rey, Queens of the Stone Age 

Scène de la Cascade : Cloud Nothings, Warpaint, Janelle Monáe, La Roux 

Scène de l'Industrie : Feu! Chatterton, Petit Fantôme, Brody Dalle, Tinariwen, Kavinsky (OUTRUN LIVE) 

Scène Pression Live : To Kill a King (es), Fat White Family, Thurston Moore, Stephen Malkmus and The Jicks, Cut Copy 

Scène Île-de-France : Jeanne Added, Forever Pavot, T.I.T.S 

#### Édition 2015
Programmation complète :
- Vendredi 28 août :

Grande Scène : Ghost, John Butler Trio, Rodrigo y Gabriela, The Offspring, Kasabian 

Scène de la Cascade : Throes & The Shine, Benjamin Clementine, Franz Ferdinand and Sparks (FFS), Fauve 

Scène de l'Industrie : VKNG, Jeanne Added, Jacco Gardner, Miossec, Handbraekes 

Scène Pression Live : Kate Tempest, Wolf Alice, Catfish & the Bottlemen, Wand, Son Lux 

Scène Île-de-France : Lewis Evans, Inigo Montoya, Cléa Vincent 

- Samedi 29 août :

Grande Scène : The Maccabees, Ben Howard, Stereophonics, Interpol, The Libertines 

Scène de la Cascade : Balthazar, Marina and the Diamonds, Étienne Daho, Gramatik 

Scène de l'Industrie : Forever Pavot, DBFC, Young Thug, Bianca Casady and the C.I.A, Jamie xx 

Scène Pression Live : Cardiknox (en), Mini Mansions, Glass Animals, Years and Years, Shamir 

Scène Île-de-France : Sparky in the Clouds, Lomepal, La Muerte 

- Dimanche 30 août :

Grande Scène : Kadavar, My Morning Jacket, Hot Chip, Tame Impala, The Chemical Brothers 

Scène de la Cascade : Juan Wauters, Fuzz, Jungle, alt-J 

Scène de l'Industrie : We Are Match, Last Train, Seinabo Sey, Mark Lanegan Band, Run the Jewels 

Scène Pression Live : Pond, Natalie Prass, Here We Go Magic, Parquet Courts, N'To 

Scène Île-de-France : Maestro, Marietta, Billie Brelok 

#### Édition 2016
Programmation compète :
| Grande Scène            | Scène de la Cascade | Scène de l'Industrie         | Pression Live   | Scène Île-de-France               |
| ----------------------- | ------------------- | ---------------------------- | --------------- | --------------------------------- |
| Bombino                 | Logic               | Theo Lawrence and The Hearts | The Strumbellas | Einleit                           |
| Caravan Palace          | Anderson .Paak      | Adrien Soleiman              | Slaves          | DjeuhDjoah & Lieutenant Nicholson |
| Bastille                | Damian Marley       | The Brian Jonestown Massacre | Jack Garratt    | Rendez-vous                       |
| Two Door Cinema Club    | Birdy Nam Nam       | Clutch                       | Royal Republic  | Rendez-vous                       |
| The Last Shadow Puppets | Birdy Nam Nam       | Breakbot                     | Flavien Berger  | Rendez-vous                       |

| Grande Scène                         | Scène de la Cascade            | Scène de l'Industrie | Pression Live                   | Scène Île-de-France |
| ------------------------------------ | ------------------------------ | -------------------- | ------------------------------- | ------------------- |
| Beach Slang                          | The Underachievers             | Kaviar Special       | Joycut                          | Tim Dup             |
| Wolfmother                           | Casseurs Flowters              | O                    | Beau                            | Nusky & Vaati       |
| Bring Me the Horizon                 | Sharon Jones and the Dap-Kings | Grand Blanc          | Dua Lipa (remplacée par Papooz) | The Psychotic Monks |
| Edward Sharpe and the Magnetic Zeros | Sigur Rós                      | L7                   | The Temper Trap                 | The Psychotic Monks |
| Massive Attack                       | Sigur Rós                      | La Femme             | The Shins                       | The Psychotic Monks |

| Grande Scène | Scène de la Cascade | Scène de l'Industrie | Pression Live | Scène Île-de-France    |
| ------------ | ------------------- | -------------------- | ------------- | ---------------------- |
| Blues Pills  | Kevin Morby         | Maestro              | Imarhan       | Tiwayo                 |
| Editors      | Gregory Porter      | KillASon             | Bibi Bourelly | Pogo Car Crash Control |
| Sum 41       | Ghinzu              | Miike Snow           | Little Simz   | JP Manova              |
| Iggy Pop     | Cassius             | Chvrches             | Aurora        | JP Manova              |
| Foals        | Cassius             | Soulwax              | Peaches       | JP Manova              |

#### Édition 2017

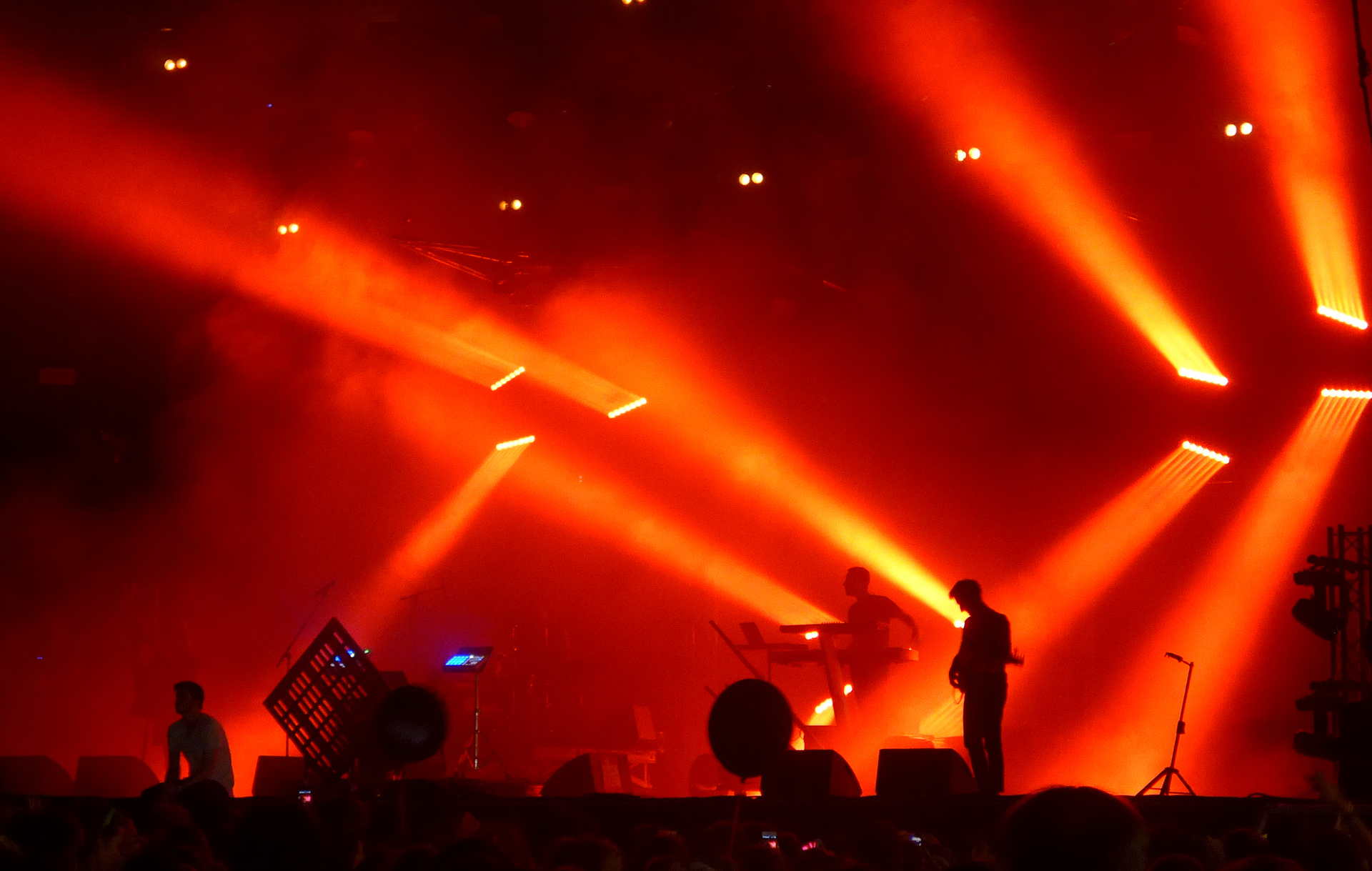
Fakear, Rock en Seine, 2017

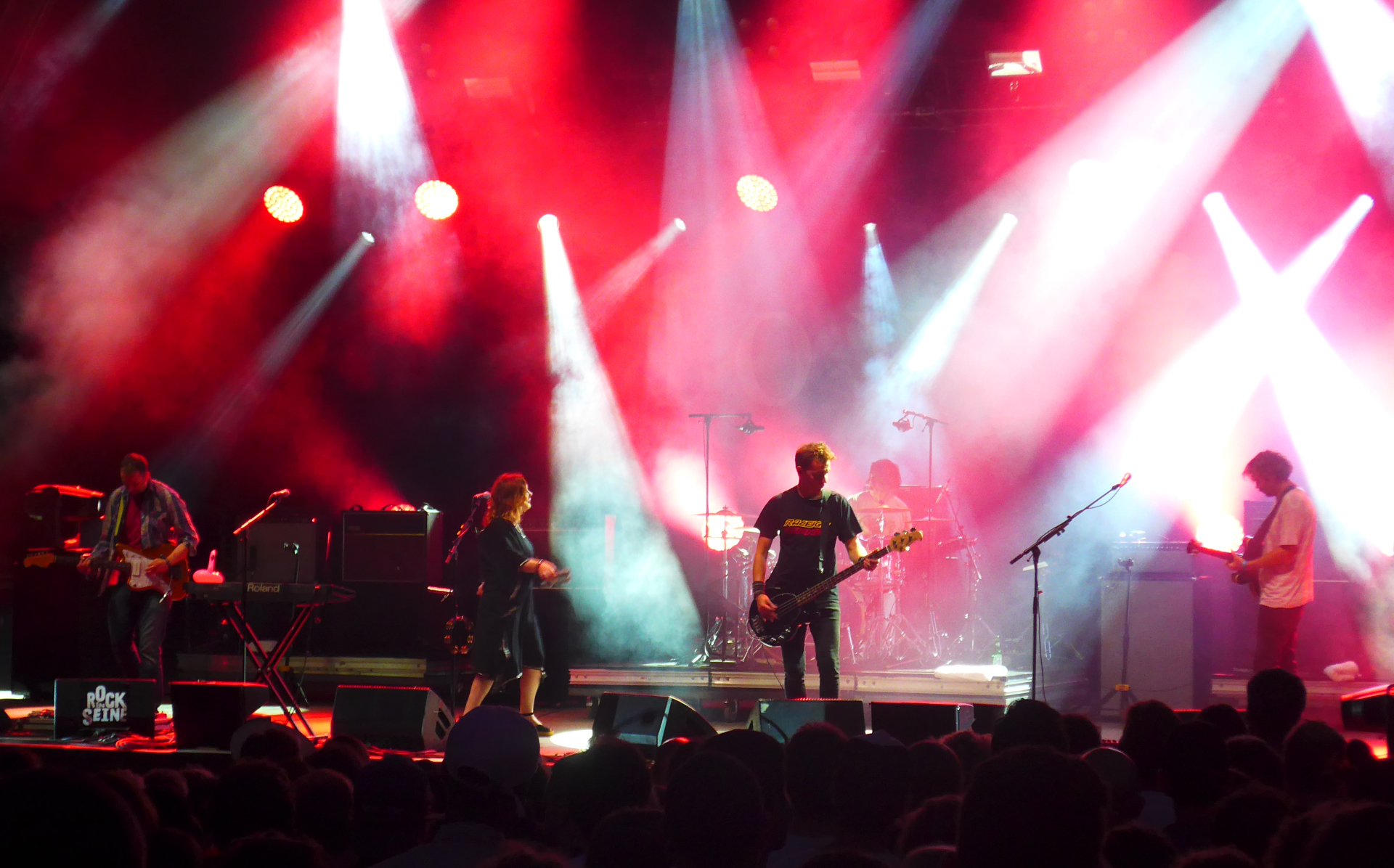
Slowdive, Rock en Seine, 2017

Programmation complète, :
| Main Stage                        | Cascade Stage            | Industrie Stage        | Bosquet Stage        | Île-de-France Stage | Firestone Stage |
| --------------------------------- | ------------------------ | ---------------------- | -------------------- | ------------------- | --------------- |
| Frank Carter and the Rattlesnakes | Cabbage                  | Inüit                  | Caballero & JeanJass | Gunwood             | Teme Tan        |
| The Pretty Reckless               | The Pharcyde [live]      | Barbagallo             | Beach Fossils        | No Money Kids       | Cannibale       |
| At The Drive In                   | The Jesus and Mary Chain | FKJ                    | Grouplove            | Josman              | MNNQNS          |
| Franz Ferdinand                   | MØ                       | Hercules & Love Affair | Allah-Las            | Josman              | MNNQNS          |
| Flume                             | MØ                       | The Shins              | Black Lips           | Josman              | MNNQNS          |

| Main Stage                | Cascade Stage                | Industrie Stage | Bosquet Stage | Île-de-France Stage | Firestone Stage |
| ------------------------- | ---------------------------- | --------------- | ------------- | ------------------- | --------------- |
| Ibibio Sound Machine (en) | Girls in Hawaii              | Therapie Taxi   | Urlika Spacek | Bryan's Magic Tears | Elements 4      |
| Band of Horses            | Little Dragon                | Lysistrata      | Peter Peter   | Karoline Rose       | The Jacques     |
| Jain                      | Lee Fields & The Expressions | Timber Timbre   | Her           | Karoline Rose       | Fuzzyvox        |
| The Kills                 | Fakear                       | Vince Staples   | Columbine     | Karoline Rose       | Fuzzyvox        |
| PJ Harvey                 | Fakear                       | Frustration     | Sleaford Mods | Karoline Rose       | Fuzzyvox        |

| Main Stage                | Cascade Stage     | Industrie Stage   | Bosquet Stage          | Île-de-France Stage   | Firestone Stage        |
| ------------------------- | ----------------- | ----------------- | ---------------------- | --------------------- | ---------------------- |
| King Khan and the Shrines | Car Seat Headrest | Gracy Hopkins     | Amber Run              | Djmawi Africa         | Brodka                 |
| Deluxe                    | Ty Segall         | Rendez-Vous       | Romeo Elvis X le Motel | Clara Luciani         | Douchka                |
| Mac Demarco               | George Ezra       | Denzel Curry      | Rejjie Snow            | Villejuif Underground | Arnaud Rebotini [live] |
| Cypress Hill              | Rone              | The Lemon Twigs   | Slowdive               | Villejuif Underground | Arnaud Rebotini [live] |
| The XX                    | Rone              | The Shoes Formule | Panda Dub              | Villejuif Underground | Arnaud Rebotini [live] |

#### Édition 2018
Programmation complète :
| Grande Scène  | Scène de la Cascade | Scène de l'Industrie | Scène du Bosquet       | Scène Île-de-France | Scène Firestone |
| ------------- | ------------------- | -------------------- | ---------------------- | ------------------- | --------------- |
| Attaque 77    | Josman              | Terrenoire           | Noname                 | West Thebarton      | Djam            |
| First Aid Kit | Dirty Projectors    | MNNQNS               | Yellow Days            | The Orielles        | Fang The Great  |
| Mike Shinoda  | Nick Murphy         | Stefflon Don         | George FitzGerald Live | Deaf Havana         | Gothking        |
| Die Antwoord  | Parcels             | The Limiñanas        | Sophie                 | Deaf Havana         | Gothking        |
| PNL           | Parcels             | Carpenter Brut       | Yelle Club Party       | Deaf Havana         | Gothking        |

| Grande Scène                     | Scène de la Cascade  | Scène de l'Industrie | Scène du Bosquet | Scène Île-de-France | Scène Firestone |
| -------------------------------- | -------------------- | -------------------- | ---------------- | ------------------- | --------------- |
| Theo Lawrence and The Hearts     | SG Lewis (en)        | The Psychotic Monks  | Onyx Collective  | Waste               | 8 In Bloom      |
| Cigarettes After Sex             | Anna Calvi           | Malik Djoudi         | Tamino           | Welshly Arms        | La Veine        |
| King Gizzard & The Lizard Wizard | Black Star (en)      | Octavian (en)        | Insecure Men     | Royaume             | Lily            |
| Liam Gallagher                   | Charlotte Gainsbourg | PLK                  | Fat White Family | Royaume             | Moussa          |
| Thirty Seconds to Mars           | Charlotte Gainsbourg | Casual Gabberz       | Y.O.T.A          | Royaume             | Ouai Stephane   |

| Grande Scène   | Scène de la Cascade    | Scène de l'Industrie | Scène du Bosquet | Scène Île-de-France  | Scène Firestone |
| -------------- | ---------------------- | -------------------- | ---------------- | -------------------- | --------------- |
| Ady Suleiman   | The Regrettes (en)     | Lord Esperanza       | Haute            | John Papaconstantino | Yanse           |
| Confidence Man | Mashrou'Leila          | Halo Maud            | Ezra Furman      | Belako               | The Cage        |
| Wolf Alice     | Idles                  | Otzeki               | Bicep Live       | Mourn (ca)           | Moons           |
| Macklemore     | Glass Animals (annulé) | Jessica93            | The Black Angels | Mourn (ca)           | Sein            |
| Justice        | Post Malone            | Bonobo               | The Black Angels | Mourn (ca)           | Form            |

#### Édition 2019
Programmation complète  :
| Grande Scène | Scène Cascade | Scène des 4 vents                          | Scène Firestone   | Scène Île-de-France |
| ------------ | ------------- | ------------------------------------------ | ----------------- | ------------------- |
| Balthazar    | Alice Merton  | Love Supreme (en remplacement de Max Jury) | Lee-Ann Curren    | Reverse             |
| Jeanne Added | Eels          | Silly Boy Blue                             | Let's Eat Grandma | Nouk's              |
| The Cure     | Kompromat     | We Hate You Please Die                     | Süeür             | Biche               |
| The Cure     | MNNQNS        | Johnny Marr                                | Süeür             | Météo Mirage        |
| The Cure     | MNNQNS        | Bagarre                                    | Süeür             | Météo Mirage        |

| Grande Scène        | Scène Cascade | Scène des 4 vents                               | Scène Firestone         | Scène Île-de-France |
| ------------------- | ------------- | ----------------------------------------------- | ----------------------- | ------------------- |
| Catastrophe         | Celeste       | Zed Yun Pavarotti                               | Kitchies                | Chesire             |
| Louis Cole Big Band | Girl in Red   | 7 Jaws                                          | Mathilda Homer          | Ruby in the rough   |
| Alpha Wann          | Polo & Pan    | Tommy Genesis                                   | Peter Cat Recording Co. | Nomolas X Mo le J   |
| Jorja Smith         | Jungle        | Mahalia                                         | Peter Cat Recording Co. | Fils Cara           |
| Major Lazer         | Jungle        | Mungo's Hi Fi (en) feat. Charlie P. & Marina P. | Peter Cat Recording Co. | 404Billy            |

| Grande Scène         | Scène Cascade | Scène des 4 vents        | Scène Firestone    | Scène Île-de-France |
| -------------------- | ------------- | ------------------------ | ------------------ | ------------------- |
| Cannibale            | Mini Mansions | La Chica                 | Decibelles         | Foxxes              |
| Two Door Cinema Club | Sam Fender    | Le Villejuif Underground | The Murder Capital | Half Pipe           |
| Bring Me The Horizon | Deerhunter    | Clairo                   | Boy Azooga         | Mauvais Œil         |
| Royal Blood          | Foals         | Weval                    | Boy Azooga         | Calling Marian      |
| Aphex Twin           | Foals         | Agar Agar                | Boy Azooga         | Calling Marian      |

### Années 2020

#### Édition 2020
L'édition 2020, prévue les 29, 30 août et 1er septembre et qui devait entre autres voir venir le groupe de métal alternatif Rage Against the Machine et le duo de hip-hop Run the Jewels, est annulée en raison de la pandémie de Covid-19.

#### Édition 2021
L'édition 2021, prévue entre le 27 et le 29 août, est également annulée en raison de la pandémie de Covid-19.

#### Édition 2022

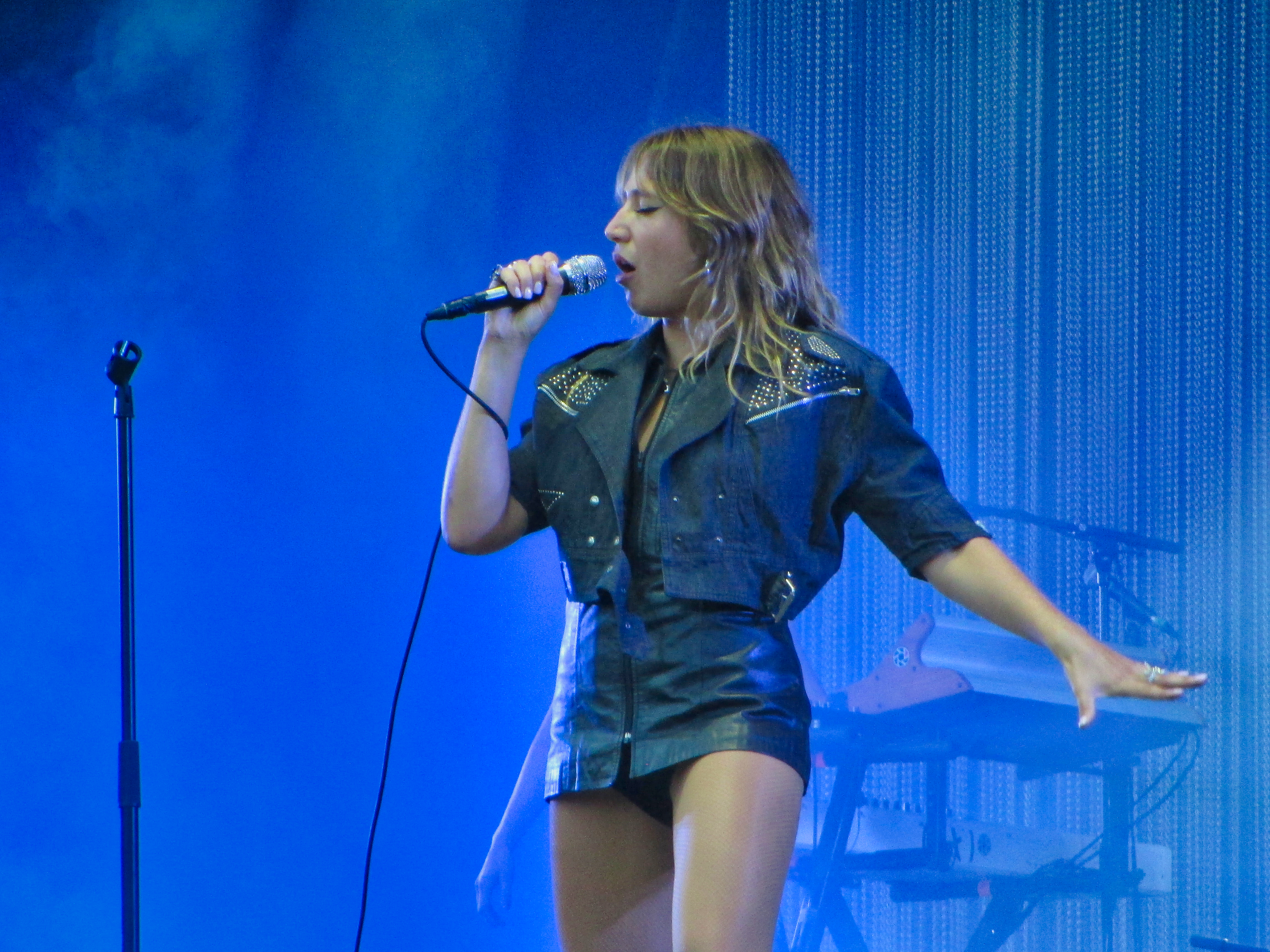
Izia, Rock en Seine, 2022

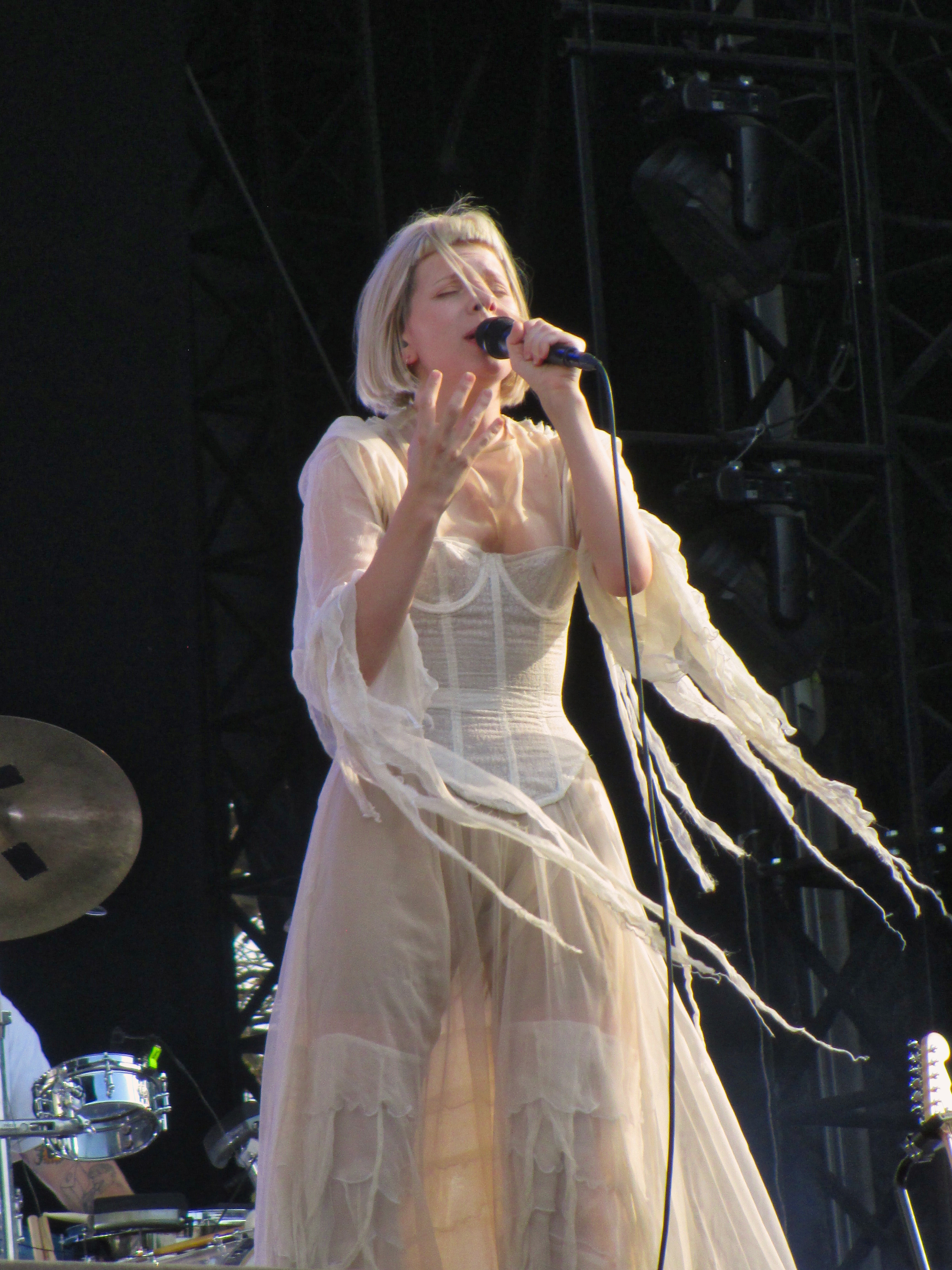
Aurora, Rock en Seine, 2022

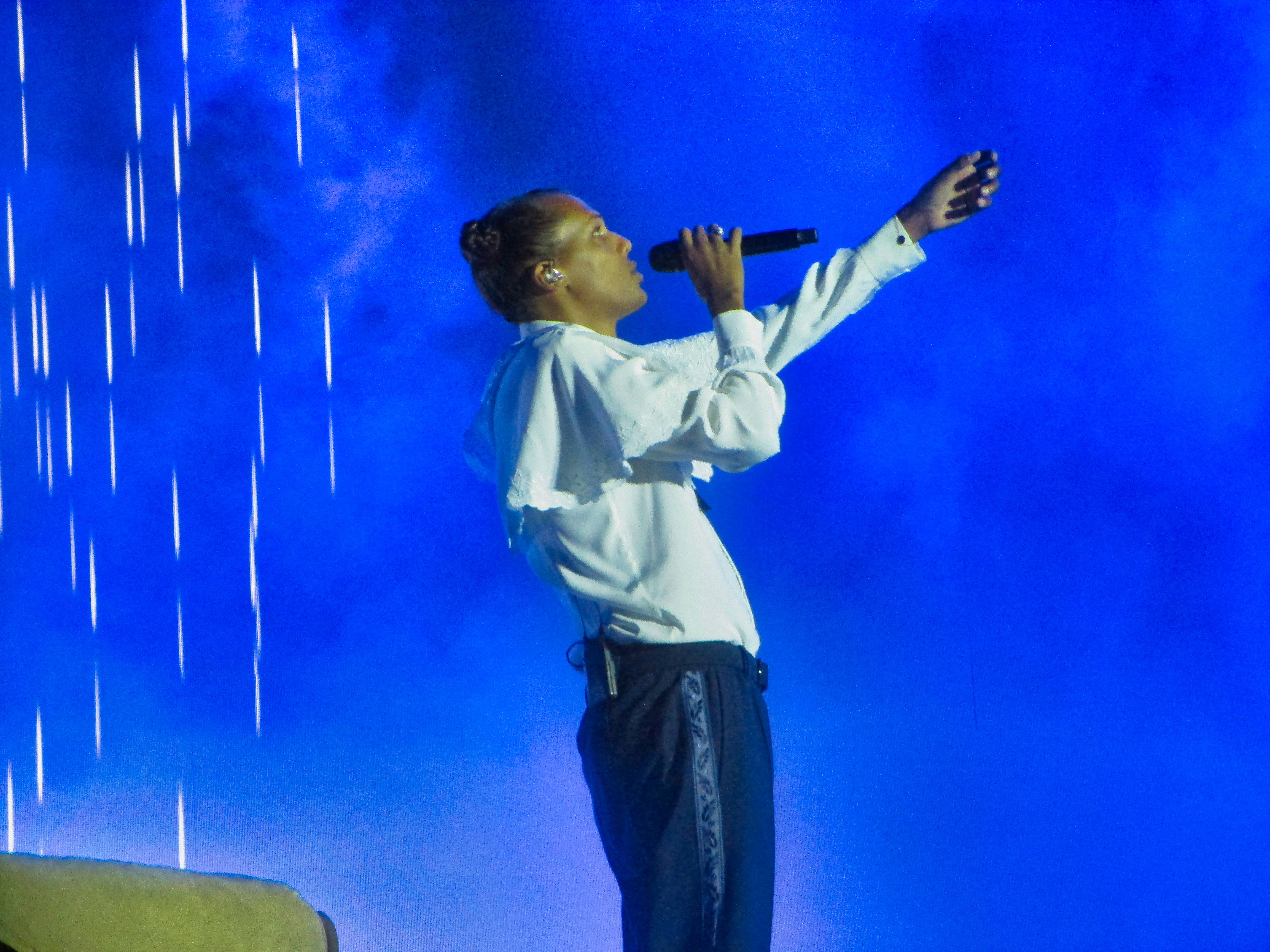
Stromae, Rock en Seine, 2022

Afin de rattraper deux éditions supprimées, le festival s'étend exceptionnellement  en 2022, non pas sur trois, mais sur cinq jours :
| Grande Scène   | Scène de la Cascade | Scène du Bosquet | Scène Firestone | Scène Île-de-France |
| -------------- | ------------------- | ---------------- | --------------- | ------------------- |
| Gayle          | Yard Act (en)       | Requin Chagrin   | NewDad (en)     | Ravage Club         |
| Yungblud       | Inhaler             | Beabadoobee      | Baby Queen (en) | UTO                 |
| Idles          | Fontaines D.C.      | Priya Ragu (en)  | Dehd (en)       | UTO                 |
| Arctic Monkeys | Fontaines D.C.      | Priya Ragu (en)  | Dehd (en)       | UTO                 |

| Grande Scène                | Scène de la Cascade | Scène du Bosquet | Scène Firestone | Scène Île-de-France |
| --------------------------- | ------------------- | ---------------- | --------------- | ------------------- |
| Aldous Harding              | Jehnny Beth         | Gwendoline       | Donna Blue      | She's late          |
| The Limiñanas               | DIIV                | Zaho de Sagazan  | Lucy Blue (en)  | The Initiativ       |
| London Grammar              | James Blake         | Los Bitchos      | Klangstof       | HSRS                |
| Nick Cave and the Bad Seeds | Kraftwerk           | Squid            | Animal Triste   | Anna Majidson       |
| Nick Cave and the Bad Seeds | Kraftwerk           | Trentemoller     | Animal Triste   | Anna Majidson       |

| Grande Scène | Scène de la Cascade | Scène du Bosquet    | Scène Firestone | Scène Île-de-France |
| ------------ | ------------------- | ------------------- | --------------- | ------------------- |
| Lucy Dacus   | Perfume Genius      | Kids Return         | Oracle Sisters  | Lena Maegden        |
| Malik Djoudi | Robert Glasper      | Bryan's Magic Tears | Mr.Giscard      | Going Forward       |
| La Femme     | Lewis OfMan         | November Ultra      | Lulu Van Trapp  | Yse                 |
| Jamie XX     | Izia                | Crystal Murray (en) | Hey Djan        | Walter Astral       |
| Tame Impala  | The Blaze           | Lala &ce            | Hey Djan        | Walter Astral       |

| Grande Scène       | Scène de la Cascade | Scène du Bosquet | Scène Firestone | Scène Île-de-France |
| ------------------ | ------------------- | ---------------- | --------------- | ------------------- |
| Holly Humberstone  | Imarhan             | Ottis Coeur      | Renard Tortue   | Crys (en)           |
| Nu Genea Live Band | Griff               | Faux Real        | Olivia Dean     | Mitty               |
| Aurora             | Vendredi sur mer    | Remi Wolf        | Shaga           | Yoa                 |
| Parcels            | Fred Again          | Joy Crookes      | Blu Samu (nl)   | Quasi Qui           |
| Stromae            | FKJ                 | Channel Tres     | Blu Samu (nl)   | Quasi Qui           |

| Grande Scène                      | Scène Firestone        |
| --------------------------------- | ---------------------- |
| Ausgang                           | Crawlers (en)          |
| Frank Carter and the Rattlesnakes | Parlor Snakes          |
| Run the Jewels                    | Pogo Car Crash Control |
| Rage Against the Machine          | Pogo Car Crash Control |

La journée du 30 août sera annulée à la suite d'une blessure à la jambe de Zack de la Rocha, chanteur de Rage Against the Machine. Le groupe annulera également sa tournée européenne. Le festival est un succès avec un affluence record de 150 000 festivaliers sur quatre jours. L'installation pour la première fois d'un « golden pit » (fosse espace VIP) large de la moitié de la scène et séparé du reste des spectateurs par des barrières métalliques, accessible pour un supplément de 20 euros est très critiquée par les festivaliers sur les réseaux sociaux et par la presse,.

#### Édition 2023
| Grande Scène  | Scène Firestone   |
| ------------- | ----------------- |
| Lucie Antunes | Mae Stephens (en) |
| Tove Lo       | Hannah Grae       |
| Girl in Red   | Nieve Ella        |
| Billie Eilish | Nieve Ella        |

| Grande Scène             | Scène de la Cascade | Scène du Bosquet           | Scène Firestone        | Scène Île-de-France |
| ------------------------ | ------------------- | -------------------------- | ---------------------- | ------------------- |
| Upsahl                   | Turnstile           | The Big Idea               | Premier Métro          | Feather Aid         |
| Bertrand Belin           | Viagra Boys         | En attendant Ana           | Glauque                | Shimiska            |
| Boygenius                | Flavien Berger      | Silly Boy Blue             | Pogo Car Crash Control | Théa                |
| Christine and the Queens | Fever Ray           | Avalon Emerson & The Charm | Dalle Béton            | Bracco              |
| Placebo                  | Fever Ray           | Romy                       | Dalle Béton            | Bracco              |

| Grande Scène                                             | Scène de la Cascade | Scène du Bosquet | Scène Firestone | Scène Île-de-France |
| -------------------------------------------------------- | ------------------- | ---------------- | --------------- | ------------------- |
| Chromeo                                                  | Ethel Cain          | Uzi Freyja       | Parlor Snakes   | Venythia            |
| Altin Gün                                                | Noga Erez           | Social Dance     | Rose Rose       | Human Eyes          |
| L'Impératrice                                            | Tamino              | Dry Cleaning     | The Amazons     | NKA                 |
| Cypress Hill (en remplacement de Florence + The Machine) | Yeah Yeah Yeahs     | Brutus           | Coach Party     | Ditter              |
| The Chemical Brothers                                    | Charlotte de Witte  | Overmono         | Ada Oda         | Ditter              |

| Grande Scène          | Scène de la Cascade | Scène du Bosquet  | Scène Firestone | Scène Île-de-France |
| --------------------- | ------------------- | ----------------- | --------------- | ------------------- |
| Nova Twins            | Angel Olsen         | Jan Verstraeten   | Gigi Perez      | SG Corp             |
| Snail Mail            | Gaz Coombes         | Blumi             | Julie           | Tessa Galli         |
| Amyl and the Sniffers | The Murder Capital  | Zed Yun Pavarotti | The Reytons     | Marguerite Thiam    |
| Foals                 | Wet Leg             | Young Fathers     | Be Your Own Pet | Spoink              |
| The Strokes           | Bonobo              | Kenny Betas       | Be Your Own Pet | Spoink              |

#### Édition 2024
| Mercredi 21 août  | Jeudi 22 août                     | Vendredi 23 août                | Samedi 24 août | Dimanche 25 août                      |
| ----------------- | --------------------------------- | ------------------------------- | -------------- | ------------------------------------- |
| Lana Del Rey      | Måneskin                          | Fred Again..                    | Massive Attack | LCD Soundsystem                       |
| Lana Del Rey      | Destroy Boys                      | Charlotte Adigéry & Bolis Pupul | Astéréotypie   | Zaho de Sagazan                       |
| Lana Del Rey      | Lucky Love                        | Elmiene                         | Eyedress       | Bar Italia                            |
| Pomme             | Gossip                            | Loyle Carner                    | 2 Many DJ's    | Pixies (en remplacement de The Smile) |
| Yoa               | Frank Carter and the Rattlesnakes | Jungle                          | The Offspring  | PJ Harvey                             |
| Nell Mescal       | Kasabian                          | Olivia Dean                     | Blonde Redhead | Baxter Dury                           |
| Rachel Chinouriri | The Hives                         | Sampha                          | Glass Beams    | Ghinzu                                |
| Rori              | The Last Dinner Party             | Soulwax                         | Inhaler        | Róisín Murphy                         |
| Towa Bird         | Dead Poet Society                 | Bonnie Banane                   | The Kills      | Yves Tumor                            |
| Towa Bird         | Teezo Touchdown                   | Say She She                     | Sleater-Kinney | Canblaster                            |
| Towa Bird         | The Psychotic Monks               | Thomas De Pourquery             | Sleater-Kinney | Duu Tassa & Jonny Greenwood           |
| Towa Bird         | The Psychotic Monks               | Thomas De Pourquery             | Sleater-Kinney | Giant Rooks                           |
| Towa Bird         | The Psychotic Monks               | Thomas De Pourquery             | Sleater-Kinney | Soyuuz                                |
|                   |                                   |                                 |                | Never Ending Stairs                   |

#### Édition 2025[33]

##### Mercredi 20 août
| Grande Scène    | Scène Horizons |
| --------------- | -------------- |
| Luvcat          | Sofia Isella   |
| Suki Waterhouse | Sunday (1994)  |
| London Grammar  | Théa           |
| Chappell Roan   | Théa           |

##### Jeudi 21 août
| Grande Scène    | Scène Revolut | Scène Bosquet    | Scène Horizons  | Scène Nouveaux Talents |
| --------------- | ------------- | ---------------- | --------------- | ---------------------- |
| Enchantée Julia | Montell Fish  | Tors             | Zinadelphia     | Andeol                 |
| Vampire Weekend | Mk. Gee       | Greentea Peng    | Alemeda         | Noor                   |
| Kid Cudi        | Khruangbin    | Still Woozy      | Bloody Civilian | Noor                   |
| Kid Cudi        | Khruangbin    | Barry Can't Swim | Bloody Civilian | Noor                   |

##### Vendredi 22 août
| Grande Scène      | Scène Revolut   | Scène Bosquet   | Scène Horizons | Scène Nouveaux Talents |
| ----------------- | --------------- | --------------- | -------------- | ---------------------- |
| Calling Marian    | Good Neighbours | Eat Girls       | Blasé          | Pétrichör              |
| WhoMadeWho        | Ash             | Max Baby        | PPJ            | He's not               |
| Empire of the Sun | Caribou         | Kids Return     | LSDXOXO        | Whisper                |
| Aurora            | Marc Rebillet   | Floating Points | LSDXOXO        | Camion Bip Bip         |
| Anyma             | Marc Rebillet   | I Hate Models   | LSDXOXO        | Camion Bip Bip         |

##### Samedi 23 août
| Grande Scène      | Scène Revolut | Scène Bosquet                                     | Scène Horizons | Scène Nouveaux Talents        |
| ----------------- | ------------- | ------------------------------------------------- | -------------- | ----------------------------- |
| Sophye Soliveau   | Odeal         | Arøne                                             | Slow Fiction   | Hypersthène                   |
| Noname            | Artemas       | Pamela                                            | Jacoténe       | Cathy                         |
| Dabeull Live Band | Luidji        | John Maus                                         | La Lom         | Tout le monde s'appelle Clara |
| Jorja Smith       | Jamie xx      | Création Futur Composé : Psychotic Monks & guests | Kabeaushé      | Gildaa                        |
| Justice           | Jamie xx      | Bu$hi                                             | Kabeaushé      | Gildaa                        |

##### Dimanche 24 août
| Grande Scène            | Scène Revolut  | Scène Bosquet                            | Scène Horizons     | Scène Nouveaux Talents |
| ----------------------- | -------------- | ---------------------------------------- | ------------------ | ---------------------- |
| Léonie Pernet           | Sylvie Kreusch | Alvilda                                  | Any Young Mechanic | The B's                |
| Fat Dog                 | King Hannah    | Treaks                                   | Provoker           | Twist of Lemon         |
| Wallows                 | Last Train     | Sharon Van Etten & The Attachment Theory | The Royston Club   | Vera Daisies           |
| Fontaines D.C.          | Stereophonics  | Kneecap                                  | TVOD               | Chest.                 |
| Queens of the Stone Age | The Limiñanas  | Suuns                                    | TVOD               | Chest.                 |
| Queens of the Stone Age | The Limiñanas  | Bryan's Magic Tears                      | TVOD               | Chest.                 |